# Glenn Diesen
 (mars 2022).
Glenn Diesen, né en 1979, est un écrivain norvégien connu pour son soutien au régime de Vladimir Poutine. Il est un commentateur régulier de Russia Today et propagandiste russe actif dans les médias norvégiens,,,,,.

## Carrière
Il est auparavant basé en Russie et affilié à l'École des hautes études en sciences économiques de Moscou, mais travaille maintenant à l'Université du sud-est de la Norvège et a écrit plusieurs livres qui promeuvent une position pro-russe. Il est un commentateur régulier de l'ancienne chaîne de télévision Russia Today (RT) et est largement décrit comme un propagandiste russe actif par les médias norvégiens, par des experts russes et d'autres universitaires,,,.
Il écrit également pour Steigan, un site Web « anti-mondialiste » autoproclamé qui est connu pour publier des théories du complot et des opinions pro-russes. En 2020, Glenn Diesen écrit un éditorial dans Aftenposten avec Arne Treholt, reconnu coupable de trahison pour avoir espionné pour le compte de l'Union soviétique pendant la guerre froide, dans lequel il soutient que la Russie a « des intérêts légitimes et des besoins de sécurité » et affirme que la Russie était injustement diabolisée pour son invasion de l'Ukraine. Le rédacteur en chef des affaires étrangères du journal, Kjell Dragnes, indique que Glenn Diesen et Treholt font la promotion de la propagande russe.